# Slaget ved Hova
Slaget ved Hova var en militær træfning ved Hova i år 1275, hvor kong Valdemar Birgersson i spidsen for en bondehær besejredes af sin bror hertug Magnus (senere Magnus Ladelås), som fik støtte af dansk kavaleri. Sejren medførte, at Magnus overtog den svenske krone.

## Baggrund
I sommeren 1275 var en lille, men slagkraftig hær på hundrede danske, pansrede rytterne fra den danske kongens følge trængt ind i Västergötland. De svenske oprørere anført af hertug Magnus Birgersson og hans yngre broder Erik Birgersson havde sluttet sig til den danske hær, som også havde 700 dansk-tyske soldater delt i afdelinger af rytteri og fodfolk. Med omkring 800 professionelle soldater, en ledelse af krigsvante og erfarne feltherrer som marsk Stig Andersen Hvide og grev Jakob af Halland havde hertugen indledt et oprør mod kongen af Sverige, der havde gjort sig upopulær på grund af sine udskejelser.
Kong Valdemar Birgersson mobiliserede væbnede bønder, som var langt fra magtesløse over for en styrke som den dansk-tyske hær. Taktik og våben for et bondeopbud var bedre i Norden end i resten af Europa. Kongen rykkede ned i Tiveden, en nærmest uigennemtrængelig skov som adskilte de to landsdele Västergötland og Närke fra hinanden omtrent midt i Sverige. Valdemar skulle vise sig at være en dårlig kommandant, som ikke forstod vigtigheden af godt lederskab, og at de trænede og krigsvante styrker skulle samarbejde med bondeopbuddet.

## Slaget
Han udskilte bondeopbuddet fra sine egne bedste styrker, som blev sendt til et kloster i Ramundeboda. Kongen lagde sig ind i klosteret for natten den 14. juni 1475 bevogtet af sine styrker, som slog lejr i nærheden. Bondeopbuddet var forlagt til det vigtige sted Hova mellem to søer, Undern og Skagern, hvor de rejste en lejr uden nogen samlet ledelse. Hvor mange, som var i bondeopbuddet, er ikke kendt, men kan være et par tusind mand eller mere. De var overladt til sig selv på vejen for hertugens hær fra syd.
Hertugen og marsk Stig, som havde rekognosceret, opdagede lejren mellem søerne. De kongelige styrker var for langt væk til at kunne gribe ind til en samlet modstand. De to benyttede derfor anledningen til et overraskelsesangreb på bondeopbuddet, som til at begynde med holdt stand. Men uden ledelse og med de kongelige styrker for langt væk begyndte bønderne at vige. Efter hårde kampe blev bondeopbuddet slået på vild flugt ind i Tiveden, hvor de fandt ly i terrænet.
Efter sejren måtte kong Valdemar Birgersson flygte. Han havde stået ved Ramundeboda under hele slaget i forvirring og afmagt. Ifølge en fortælling havde han spillet skak med en munk i klosteret. Han havde ikke andet valg end at trække sig tilbage med de kongelige styrker til Närke. Kongen og hans dronning Sofia forlod hæren, som derefter var mere eller mindre overladt til sig selv.
De kongelige styrker sluttede sig til hertug Magnus, som senere fik kongen arresteret i Värmland. Efter at Valdemar Birgersson havde afsværget sig kongeværdigheden, lod hertugen sig vælge til konge uden for Uppsala samme sommer 1275.